# Mecodina turbida
Mecodina turbida är en fjärilsart som beskrevs av Moore 1877. Mecodina turbida ingår i släktet Mecodina och familjen nattflyn. Inga underarter finns listade i Catalogue of Life.